# 全國湯姆日
全國湯姆日（National Tom Sawyer Day）是一個由1956年开始，每年在美國密苏里州汉尼巴市舉行的節日。按照当地传统，全国汤姆日会与美国每年7月4日的国庆同期举行。汉尼巴市是著名作家马克吐温的故乡，其最受欢迎的创作是《汤姆历险记》。大型花车游行、草根艺术品跳蚤市场和儿童天地嘉年华，都吸引了不少本地和来自全球各地的“汤姆”迷。另外，在三轮车格林披治大赛裡，“汤姆”迷們可以尝试一个无车速限制的比试跟泥浆排球赛。湯姆日每年都會由汉尼巴市青年商会主辨。
大部份的竞赛活动也是从马克吐温的小说中得到启发的。比如，“青蛙跳远大赛”的灵感，就是来自《卡拉华拉斯县著名的跳跃青蛙》一书（The Notorious Jumping Frog of Calaveras County），这部作品是马克吐温的成名之作。这个活动跟“汤姆与贝琪”（Tom and Becky）的选拔大赛也是全国汤姆日两个最早期的庆祝项目之一。经过多次的筛选，大会每年会在众多参赛的七年级初中生裡，推举出一对亲善大使，向外界宣传和推广汉尼巴市当地的文化。
“油漆篱笆大赛”跟“汤姆与贝基”一樣，同是從《汤姆历险记》中取材。波丽阿姨（Aunt Polly）罚汤姆油漆篱笆，而聪明的小汤姆則以物易物的方法，找了一大批小朋友来帮他完成任务。来自各地，十岁到十三岁的小朋友，会参照书中的内容打扮成汤姆。因为，服装是三个评分标准之一。而另外两个决定性的因素就是油漆篱笆的速度和质量。分市，州和全国三级。赢了本地和州的初赛后，就可以进入全国性的决赛。

## 外部連結
- 《全国汤姆日》（页面存档备份，存于），www.voachinese.com。

 本文全部或部分内容来自美国联邦政府所属的美国之音网站。根据版权条款（英文）和有关美国政府作品版权的相关法律，其官方发布的内容属于公有领域。